# حمد غنايم
حمد غنايم، وُلد في 8 يوليو 1987 في مدينة سخنين، لاعب كرة قدم فلسطيني (من عرب ال 48) لعب مع فريق سخنين في الدرجة العليا. وقد وقّع عقد عام 2023 انضمامه إلى فريق شباب الخليل لمدة موسم واحد، بعدما قضى أكثر من 10 سنوات بصفوف الفريق السخنينيّ في الدرجة العليا .

## مسيرته الكروية
بدأت حياة حمد غنايم المهنيّة مع أبناء سخنين في عام 2004|2005 ، خرج أوّل مرّة في فريق النادي الأوّل، في عام 2005|2006 تراجع فريق سخنين في الدور الوطنيّ وغادر معظم اللاعبين، لذلك حصل حمد غنايم على فرصة في الفريق، وفي 19 آب 2006 سجّل هدفه الأوّل في مسيرته 0-2 على حيفا، وفي نهاية الموسم عاد فريق سخنين الى الدوري الممتاز.
في الجولة الأولى عام 2007|2008، سجّل حمد غنايم هدفه الأوّل في الدوري الممتاز الذي كان هدف سخنين الأوّل لهذا الموسم بعد 47 ثانية ضدّ مكابي حيفا، في المباراة التي انتهت بالفوز 0-1.
أنهى حمد غنايم مسيرته بمعدّل خمسة أهداف في الدوريّ بهدفين في الكأس.
في الموسم التالي سجّل 3 أهداف في الدوري، وفي موسم 2009\2010 سجّل مرّة أخرى خمسة أهداف في الدوري، أيضًا أوّل ثنائية في مسيرته في الفوز 0-2 على مكابي الناصرة في العامين التاليين، سجّل هدفين في الدوري كلّ عام و عام سجّل عام 2012\2013
و2013 \2014 ثلاثة أهداف في الدوري في كلّ عام، في عام 2014\2015 سجّل هدفًا واحدًا فقط في الكأس ولم يسجّل في الدوري الممتاز.
في 21 تمّوز 2016 غادر أبناء سخنين بعد 12 سنة ووقّع عقدًا مع حركة شباب الخليل الفلسطينيّة .
في 19 تشرين الأول (أكتوبر) عام 2017  ، عاد إلى إسرائيل ووقّع مع هبوعيل أكسال من الدوري الأول. في 1  تشرين الأول عام 2018 ، وقّع مع هبوعيل كوكب  كلاعب في الدوري الأول.
في 16 تموز عام  2019 وقّع غنايم مع فريق النادّي الرياضي في  دبوريّة.
في كانون الاوّل عام  2019 ، وقّع غنايم مع مكابي طمرة. بعد عام وقّع مع أبناء سخنين.
في صيف عام 2021، وقّع مع هبوعيل عرابة.